# 倉敷市立南中学校
倉敷市立南中学校（くらしきしりつみなみちゅうがっこう）は、岡山県倉敷市にある公立中学校。2023年に生徒数名が高齢者に対して暴行をおこない炎上している。

## 沿革
- 1948年（昭和23年） - 岡山県倉敷市立第三中学校として岡山県立倉敷高等学校内に開校。
- 1949年（昭和24年） - 新校舎が竣工。
- 1950年（昭和25年） - 倉敷市立南中学校に改称。
- 1984年（昭和59年） - 新田中学校を分離。
- 2019年（平成31年） - 南校舎が竣工
- 2020年（令和2年） - 南グラウンド竣工

## 校訓
- 勉学・根性  〜南中魂〜

## 部活動
出典
- サッカー部
- バスケットボール部（男子、女子）
- 陸上競技部
- ハンドボール部
- バレーボール部（男子、女子）
- 野球部
- ソフトボール部
- ソフトテニス部（男子、女子）
- 卓球部
- バドミントン部
- 柔道部
- 剣道部
- 吹奏楽部
- 美術部
- 放送部
- 英語部
- 茶道部

## 著名卒業生
- ハチミツ二郎(東京ダイナマイト)

## 通学区域が隣接している学校
- 倉敷市立西中学校
- 倉敷市立新田中学校
- 倉敷市立倉敷第一中学校
- 倉敷市立水島中学校
- 倉敷市立連島中学校
- 倉敷市立福田中学校